# Danh sách đĩa nhạc của Kesha
Ke$ha là một nữ ca sĩ nhạc pop, nhạc rap người Mỹ, cô còn là một nhạc sĩ tài ba. Danh sách đĩa nhạc của cô bao gồm 1 album phòng thu, 1 album remix (phối khí), 1 đĩa mở rộng và 6 đĩa đơn. Ở tuổi mười tám, Ke$ha bắt đầu sự nghiệp ca hát của mình bằng việc ký hợp đồng với hãng thu âm của Dr. Luke. Lúc đầu, cô chỉ tham gia hát bè và viết ca khúc cho các ca sĩ khác trong thời gian hoàn thành album phòng thu đầu tay. Và cuối cùng, vào đầu năm 2009 cô đã tạo nên dước đột phá của mình với đĩa đơn hợp tác với Flo Rida, "Right Round", đạt vị trí thứ 1 ở nhiều quốc gia trên thế giới.

## Album

### Album phòng thu
| Tên                                                                           | Chi tiết                                                                              | Vị trí xếp hạng cao nhất | Vị trí xếp hạng cao nhất | Vị trí xếp hạng cao nhất | Vị trí xếp hạng cao nhất | Vị trí xếp hạng cao nhất | Vị trí xếp hạng cao nhất | Vị trí xếp hạng cao nhất | Vị trí xếp hạng cao nhất | Vị trí xếp hạng cao nhất | Vị trí xếp hạng cao nhất | Doanh số                              | Certifications |
| Tên                                                                           | Chi tiết                                                                              | Mỹ                       | Úc                       | Áo                       | Canada                   | Pháp                     | Đức                      | Ireland                  | New Zealand              | Thụy Sĩ                  | Anh                      | Doanh số                              | Certifications |
| ----------------------------------------------------------------------------- | ------------------------------------------------------------------------------------- | ------------------------ | ------------------------ | ------------------------ | ------------------------ | ------------------------ | ------------------------ | ------------------------ | ------------------------ | ------------------------ | ------------------------ | ------------------------------------- | --- |
| Animal                                                                        | - Phát hành: 1 tháng 1 năm 2010 - Hãng đĩa: RCA - Định dạng: LP, CD, tải kĩ thuật số  | 1                        | 4                        | 4                        | 1                        | 11                       | 7                        | 8                        | 6                        | 3                        | 8                        | - Mỹ: 1,400,000 - Thế giới: 2,500,000 | - Mỹ: Bạch kim - Úc: 2× Bạch kim - Đức: Vàng - Áo: Vàng - Ireland: Vàng - Canada: 2× Bạch kim - New Zealand: Vàng - Pháp: Vàng |
| Warrior                                                                       | - Phát hành: 4 tháng 12 năm 2012 - Hãng đĩa: RCA - Định dạng: LP, CD, Tải kỹ thuật số | 6                        | 12                       | 44                       | 10                       | 115                      | 81                       | 64                       | 30                       | 29                       | 60                       | - Mỹ: 215,000                         | |
| "—" Album không có mặt trên bảng xếp hạng hoặc không phát hành ở quốc gia đó. |                                                                                       |                          |                          |                          |                          |                          |                          |                          |                          |                          |                          |                                       | |

### Album phối khí
| Tên                                                                           | Chi tiết                                                                          | Vị trí xếp hạng cao nhất | Vị trí xếp hạng cao nhất | Vị trí xếp hạng cao nhất | Vị trí xếp hạng cao nhất | Vị trí xếp hạng cao nhất |
| Tên                                                                           | Chi tiết                                                                          | Mỹ                       | Mỹ Dance                 | Úc                       | Canada                   | Nhật                     |
| ----------------------------------------------------------------------------- | --------------------------------------------------------------------------------- | ------------------------ | ------------------------ | ------------------------ | ------------------------ | ------------------------ |
| I Am the Dance Commander + I Command You to Dance: The Remix Album            | - Phát hành: 18 tháng 3 năm 2011 - Hãng đĩa: RCA - Định dạng: CD, tải kĩ thuật số | 36                       | 1                        | 46                       | 37                       | 191                      |
| "—" Album không có mặt trên bảng xếp hạng hoặc không phát hành ở quốc gia đó. |                                                                                   |                          |                          |                          |                          |                          |

### Đĩa mở rộng
| Cannibal                                                                      | - Phát hành: 19 tháng 11 năm 2010 - Hãng đĩa: RCA - Định dạng: CD, tải kĩ thuật số | 15 | 14 | 20 | - Mỹ: Vàng |
| Deconstructed                                                                 | - Phát hành: 4 tháng 12 năm 2012 - Hãng đĩa: RCA - Định dạng: CD                   | —  | —  | —  |            |
| "—" Album không có mặt trên bảng xếp hạng hoặc không phát hành ở quốc gia đó. |                                                                                    |    |    |    |            |

## Đĩa đơn

### Đĩa đơn
| Tên                                                                             | Năm  | Vị trí xếp hạng cao nhất | Vị trí xếp hạng cao nhất | Vị trí xếp hạng cao nhất | Vị trí xếp hạng cao nhất | Vị trí xếp hạng cao nhất | Vị trí xếp hạng cao nhất | Vị trí xếp hạng cao nhất | Vị trí xếp hạng cao nhất | Vị trí xếp hạng cao nhất | Vị trí xếp hạng cao nhất | Chứng nhận | Album    |
| Tên                                                                             | Năm  | Mỹ                       | Úc                       | Áo                       | Canada                   | Đức                      | Ireland                  | Hà Lan                   | New Zealand              | Thụy Sĩ                  | Anh                      | Chứng nhận | Album    |
| ------------------------------------------------------------------------------- | ---- | ------------------------ | ------------------------ | ------------------------ | ------------------------ | ------------------------ | ------------------------ | ------------------------ | ------------------------ | ------------------------ | ------------------------ | --- | -------- |
| "Tik Tok"                                                                       | 2009 | 1                        | 1                        | 1                        | 1                        | 1                        | 3                        | 2                        | 1                        | 1                        | 4                        | - Mỹ: 5× Bạch kim - Úc: 5× Bạch kim - Áo: Bạch kim - Canada: 7× Bạch kim - Đức: Bạch kim - New Zealand: 2× Bạch kim | Animal   |
| "Blah Blah Blah" (hợp tác với 3OH!3)                                            | 2010 | 7                        | 3                        | 21                       | 3                        | 11                       | 18                       | 32                       | 7                        | 30                       | 11                       | - Mỹ: Bạch kim - Úc: Bạch kim - Canada: 2× Bạch kim - New Zealand: Vàng                                             | Animal   |
| "Your Love Is My Drug"                                                          | 2010 | 4                        | 3                        | 12                       | 6                        | 19                       | 10                       | 22                       | 15                       | 34                       | 13                       | - Mỹ: 2× Bạch kim - Úc: Bạch kim - New Zealand: Vàng                                                                | Animal   |
| "Take It Off"                                                                   | 2010 | 8                        | 5                        | —                        | 8                        | —                        | 12                       | 21                       | 11                       | —                        | 15                       | - Mỹ: Bạch kim - Úc: 2× Bạch kim - New Zealand: Vàng                                                                | Animal   |
| "We R Who We R"                                                                 | 2010 | 1                        | 1                        | 15                       | 2                        | 23                       | 10                       | 49                       | 4                        | 17                       | 1                        | - Úc: 4× Bạch kim - New Zealand: Bạch kim                                                                           | Cannibal |
| "Blow"                                                                          | 2011 | 7                        | 10                       | 22                       | 12                       | 39                       | 28                       | 41                       | 8                        | —                        | 32                       | - Úc: Bạch kim - New Zealand: Vàng                                                                                  | Cannibal |
| "Die Young"                                                                     | 2012 | 2                        | 3                        | 4                        | 4                        | 20                       | 14                       | 44                       | 9                        | 23                       | 7                        | - Mỹ: 2× Bạch kim - Úc: 3× Bạch kim - Mexico: Gold - Canada: Bạch kim - New Zealand: Bạch kim                       | Warrior  |
| "C'Mon"                                                                         | 2013 | 27                       | 19                       | —                        | 16                       | —                        | 33                       | —                        | 22                       | —                        | 70                       | - Mỹ: Vàng - Úc: Vàng                                                                                               | Warrior  |
| "—" Đĩa đơn không có mặt trên bảng xếp hạng hoặc không phát hành ở quốc gia đó. |      |                          |                          |                          |                          |                          |                          |                          |                          |                          |                          | |          |

### Đĩa đơn hợp tác
| Tên                                                                             | Năm  | Vị trí xếp hạng cao nhất | Vị trí xếp hạng cao nhất | Vị trí xếp hạng cao nhất | Vị trí xếp hạng cao nhất | Vị trí xếp hạng cao nhất | Vị trí xếp hạng cao nhất | Vị trí xếp hạng cao nhất | Vị trí xếp hạng cao nhất | Vị trí xếp hạng cao nhất | Vị trí xếp hạng cao nhất | Chứng nhận | Album           |
| Tên                                                                             | Năm  | Mỹ                       | Úc                       | Áo                       | Canada                   | GER                      | Ireland                  | Hà Lan                   | New Zealand              | Thụy Sĩ                  | Anh                      | Chứng nhận | Album           |
| ------------------------------------------------------------------------------- | ---- | ------------------------ | ------------------------ | ------------------------ | ------------------------ | ------------------------ | ------------------------ | ------------------------ | ------------------------ | ------------------------ | ------------------------ | --- | --------------- |
| "Right Round" (Flo Rida hợp tác với Ke$ha)                                      | 2009 | 1                        | 1                        | 2                        | 1                        | 4                        | 1                        | 2                        | 2                        | 2                        | 1                        | - Mỹ: 5× Bạch kim - Úc: 3× Bạch kim - Đức: Bạch kim - Áo: Vàng - Thụy Sĩ: Bạch kim - Canada: 3× Bạch kim - New Zealand: Bạch kim | R.O.O.T.S.      |
| "Dirty Picture" (Taio Cruz hợp tác với Ke$ha)                                   | 2010 | 96                       | 16                       | —                        | 49                       | —                        | 10                       | 46                       | 11                       | —                        | 6                        | - Úc: Vàng - New Zealand: Vàng                                                                                                   | Rokstarr        |
| "My First Kiss" (3OH!3 hợp tác với Ke$ha)                                       | 2010 | 9                        | 13                       | 28                       | 28                       | 37                       | 10                       | 32                       | 15                       | —                        | 7                        | - Mỹ: Vàng - Úc: Bạch kim - Canada: Bạch kim                                                                                     | Streets of Gold |
| "—" Đĩa đơn không có mặt trên bảng xếp hạng hoặc không phát hành ở quốc gia đó. |      |                          |                          |                          |                          |                          |                          |                          |                          |                          |                          | |                 |

## Đĩa đơn quảng bá
| Tên                                                                                             | Năm  | Vị trí xếp hạng cao nhất | Vị trí xếp hạng cao nhất | Album       |
| Tên                                                                                             | Năm  | US                       | CAN                      | Album       |
| ----------------------------------------------------------------------------------------------- | ---- | ------------------------ | ------------------------ | ----------- |
| "Sleazy"                                                                                        | 2010 | 51                       | 46                       | Cannibal    |
| "Cannibal"                                                                                      | 2010 | 77                       | 62                       | Cannibal    |
| "Till the World Ends" (The Femme Fatale Remix) (Britney Spears hợp tác với Nicki Minaj & Kesha) | 2011 | 3                        | 4                        | Không album |
| "Sleazy Remix 2.0: Get Sleazier" (hợp tác với Lil Wayne, Wiz Khalifa, T.I. & André 3000)        | 2011 | 37                       | 46                       | Không album |
| "—" Đĩa đơn không có mặt trên bảng xếp hạng hoặc không phát hành ở quốc gia đó.                 |      |                          |                          |             |

## Các bài hát khác
| Tên                                                                             | Năm  | Vị trí xếp hạng cao nhất | Vị trí xếp hạng cao nhất | Vị trí xếp hạng cao nhất | Album                                                              |
| Tên                                                                             | Năm  | US                       | CAN                      | UK                       | Album                                                              |
| ------------------------------------------------------------------------------- | ---- | ------------------------ | ------------------------ | ------------------------ | ------------------------------------------------------------------ |
| "Kiss n Tell"[E]                                                                | 2010 | 109                      | 91                       | 163                      | Animal                                                             |
| "Animal"                                                                        | 2010 | 125                      | —                        | —                        | Animal                                                             |
| "Dinosaur"                                                                      | 2010 | —                        | —                        | 180                      | Animal                                                             |
| "Crazy Beautiful Life"                                                          | 2010 | 93                       | —                        | —                        | Cannibal                                                           |
| "Grow a Pear"                                                                   | 2010 | 121                      | —                        | —                        | Cannibal                                                           |
| "Fuck Him He's a DJ"                                                            | 2011 | 97                       | 75                       | —                        | I Am the Dance Commander + I Command You to Dance: The Remix Album |
| "Thinking of You"                                                               | 2012 | 114                      | —                        | —                        | Warrior                                                            |
| "Warrior"                                                                       | 2012 | 124                      | —                        | —                        | Warrior                                                            |
| "—" Ca khúc không có mặt trên bảng xếp hạng hoặc không phát hành ở quốc gia đó. |      |                          |                          |                          |                                                                    |

## Các xuất hiện khác
| Tên                                            | Năm  | Ca sĩ                                             | Album                                                                            | Ghi chú                    |
| ---------------------------------------------- | ---- | ------------------------------------------------- | -------------------------------------------------------------------------------- | -------------------------- |
| "Nothing in this World"                        | 2006 | Paris Hilton                                      | Paris                                                                            | Hát bè                     |
| "This Love"                                    | 2007 | The Veronicas                                     | Hook Me Up                                                                       | Đồng sáng tác              |
| "Lace and Leather"                             | 2008 | Britney Spears                                    | Circus                                                                           | Hát bè                     |
| "Touch Me"                                     | 2009 | Flo Rida                                          | R.O.O.T.S.                                                                       | Đồng sáng tác              |
| "The Time of Our Lives"                        | 2009 | Miley Cyrus                                       | The Time of Our Lives                                                            | Đồng sáng tác              |
| "Girls"                                        | 2009 | Pitbull (hợp tác với Ke$ha)                       | Rebelution                                                                       | góp giọng                  |
| "Disgusting"                                   | 2010 | Miranda Cosgrove                                  | Sparks Fly                                                                       | Đồng sáng tác              |
| "Boy Like You"                                 | 2010 | Charlee                                           | This Is Me                                                                       | Đồng sáng tác              |
| "Till the World Ends (The Femme Fatale Remix)" | 2011 | Britney Spears (hợp tác với Nicki Minaj & Ke$ha)  | Bản phối khí chính thức của đĩa đơn "Till the World Ends"                        | Đồng sáng tác và góp giọng |
| "What Baby Wants"                              | 2011 | Alice Cooper (hợp tác với Ke$ha)                  | Welcome 2 My Nightmare                                                           | Đồng sáng tác và góp giọng |
| "Miami Nights"                                 | 2011 | Dirt Nasty (hợp tác với Ke$ha & Benji Hughes)     | Nasty As I Wanna Be                                                              | Đồng sáng tác và góp giọng |
| "Boombox"                                      | 2011 | Dirt Nasty (hợp tác với Ke$ha)                    | Nasty As I Wanna Be                                                              | Đồng sáng tác và góp giọng |
| "Cougars"                                      | 2011 | Dirt Nasty (hợp tác với Bonnie McKee)             | Nasty As I Wanna Be                                                              | Đồng sáng tác              |
| "Don't Think Twice, It's All Right"            | 2012 | Ke$ha                                             | Chimes of Freedom: Songs of Bob Dylan Honoring 50 years of Amnesty International | Hát chính                  |
| "2012 (You Must Be Upgraded)"                  | 2012 | The Flaming Lips (hợp tác với Ke$ha & Biz Markie) | The Flaming Lips and Heady Fwends                                                | Đồng sáng tác và góp giọng |

## Video âm nhạc
| Tên                                   | Năm  | Đạo diễn                      | Ca sĩ                                                        |
| ------------------------------------- | ---- | ----------------------------- | ------------------------------------------------------------ |
| "Tik Tok"                             | 2009 | Syndrome                      | Ke$ha                                                        |
| "Blah Blah Blah"                      | 2010 | Brendan Malloy                | Ke$ha hợp tác với 3OH!3                                      |
| "Dirty Picture"                       | 2010 | Alex Herron                   | Taio Cruz hợp tác với Ke$ha                                  |
| "Your Love Is My Drug"                | 2010 | Honey                         | Ke$ha                                                        |
| "My First Kiss"                       | 2010 | Isaac Ravishankara            | 3OH!3 hợp tác với Ke$ha                                      |
| "Take It Off"                         | 2010 | Paul Hunter and Dori Oskowitz | Ke$ha                                                        |
| "Backstabber"                         | 2010 | TBA                           | Ke$ha                                                        |
| "We R Who We R"                       | 2010 | Hype Williams                 | Ke$ha                                                        |
| "Animal"                              | 2010 | Skinny                        | Ke$ha                                                        |
| "Take It Off (K$ N' Friends Version)" | 2010 | Skinny                        | Ke$ha                                                        |
| "Stephen"                             | 2010 | Skinny                        | Ke$ha                                                        |
| "Blow"                                | 2011 | Chris Marrs Piliero           | Ke$ha                                                        |
| "Sleazy Remix 2.0: Get Sleazier"      | 2012 | Nicholaus Goossen             | Ke$ha hợp tác với Wiz Khalifa, Andre 3000, T.I and Lil Wayne |
| "Die Young"                           | 2012 | Darren Craig                  | Kesha                                                        |